# Rafaela Rimbau
Rafaela Rimbau y Sáez (ca.1819-Valencia, 26 de marzo de 1896), fue una actriz española.

## Biografía
Rafaela Rimbau y Sáez debutó como actriz en 1835 en el Teatro del Príncipe de Madrid, desempeñando el papel de doña Rosita en la comedia en un acto titulada La familia del boticario, traducida libremente del francés por Manuel Bretón de los Herreros.
Casó con el también actor madrileño Juan Gaspar, fruto de cuyo matrimonio nacieron varios hijos, entre los que se encontraba el escritor Enrique Gaspar y Rimbau.
En 1848 se trasladó con Enrique a Valencia, trabajando en el Teatro Principal desde 1848 a 1858; protagonizando la primera comedia de Enrique Gaspar, compuesta cuando este contaba 15 años.
En 1864, contrajo nuevas nupcias con el arquitecto Sebastián Monleón Estellés, con quien tuvo dos hijas de las que solo llegó a la edad adulta Teresa Monleón y Rimbau, madre de Amelia Cuñat Monleón.